# Croton lapiazicola
Espèce
Croton lapiazicola est une espèce de plantes à fleurs du genre Croton et de la famille Euphorbiaceae présente sur Madagascar.
Il a pour sous-espèces :
- Croton lapiazicola var. lapiazicolus
  - (en) Catalogue of Life : Croton lapiazicola lapiazicolus
- Croton lapiazicola var. longibracteatus, Leandri, 1939
  - (en) Catalogue of Life : Croton lapiazicola longibracteatus Leandri